# Хаджиабад
Хаджиаба́д (перс. حاجی‌آباد‎) — город в южной части Ирана, в остане Хормозган. Административный центр одноимённого шахрестана. Расположен примерно в 100 км к северу от города Бендер-Аббас. Важную роль в экономике города играет выращивание цитрусовых.
Население по данным на 2012 год составляет 23 220 человек; по данным переписи 2006 года оно насчитывало 20 264 человека.